# Pohronský Inovec
Koordinaten: 48° 25′ N, 18° 30′ O

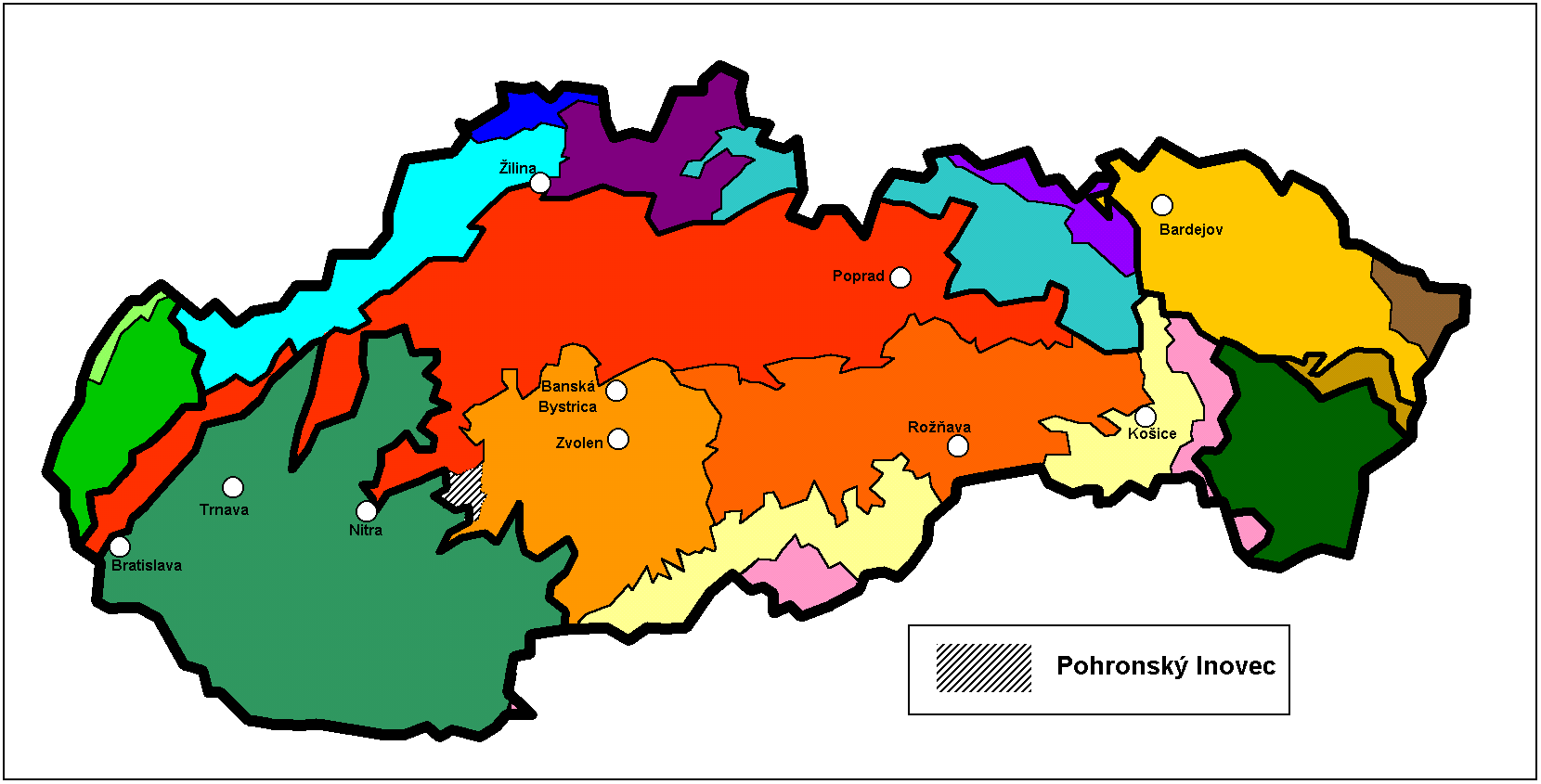
Der Pohronský Inovec innerhalb der Geomorphologische Einteilung der Slowakei

Der Pohronský Inovec ist ein kleiner Gebirgsstock in der Slowakei mit ca. 15 km Durchmesser. Früher wurde das Gebiet dem Vogelgebirge zugeordnet, heute jedoch als eigenständige Einheit betrachtet.

## Lage und Begrenzung
Der Pohronský Inovec liegt an der Grenze der Kreise Banská Bystrica und Nitra, östlich der Stadt Zlaté Moravce. Er ist Teil des Slowakischen Mittelgebirges, welches er nach Westen abschließt.
Begrenzt wird das Gebirge
- im Nordwesten vom Tribeč (Tribetzgebirge),
- im Nordosten vom Vtáčnik (Vogelgebirge),
- im Südosten von den Štiavnické vrchy (Schemnitzer Berge),
- im Südwesten von der Podunajská pahorkatina (Donauhügelland).

## Charakter
Das Gebirge ist vulkanischen Ursprungs. Seine Hänge sind überwiegend dicht bewaldet, wobei meist Eichen, in höheren Lagen Buchen dominieren. Die höchste Erhebung ist der Velký Inovec (901 m).

## Sehenswürdigkeiten
Touristische Anziehungspunkte des für Wander- und Fahrradtouristik geeigneten Gebirges sind der Wasserfall Starohutský vodopad und die Burgruine Živanska veža.

## Einige Ortschaften im Gebirge und in der Umgebung
- Zlaté Moravce
- Nová Baňa
- Tekovské Nemce
- Žitavany
- Veľká Lehota